# Stromanthe schottiana
Stromanthe schottiana là một loài thực vật có hoa trong họ Marantaceae. Loài này được (Körn.) Eichler miêu tả khoa học đầu tiên năm 1884.